# Delaware (Oklahoma)
Delaware es un pueblo ubicado en el condado de Nowata en el estado estadounidense de Oklahoma. En el año 2010 tenía una población de 417 habitantes y una densidad poblacional de 417 personas por km².

## Geografía
Delaware se encuentra ubicado en las coordenadas 36°46′41″N 95°38′30″O / 36.77806, -95.64167 (36.778150, -95.641785).

## Demografía
Según la Oficina del Censo en 2000 los ingresos medios por hogar en la localidad eran de $28,167 y los ingresos medios por familia eran $31,071. Los hombres tenían unos ingresos medios de $27,917 frente a los $18,125 para las mujeres. La renta per cápita para la localidad era de $11,099. Alrededor del 18.5% de la población estaban por debajo del umbral de pobreza.